# Giorgia Galletti
Giorgia Galletti (Predappio, 1º marzo 1988) è una calciatrice italiana, centrocampista dell'Olimpia Forlì.

## Carriera
Cresciuta nelle giovanili del Predappio, all'età di 14 anni lascia la squadra mista per passare all'Imolese.
Convocata anche per uno stage della nazionale under-17 nel febbraio 2005, subisce nel marzo 2005 un grave infortunio ad un occhio, che la costringe a restare ferma per diversi anni. Rientra in campo solo il 30 settembre 2012, in occasione del match tra Imolese e Mestre, terminato 1-1, validoo per la prima giornata del campionato di Serie A2.
L'anno successivo si trasferisce al San Zaccaria, società del ravennate con cui disputa tre stagioni, vincendo anche il campionato di Serie B 2013-2014, e contribuendo a raggiungere la salvezza negli anni successivi: segna il suo primo gol in Serie A con la maglia delle ravennati il 16 maggio 2015 contro la Riviera di Romagna, nel match vinto 2-1 che consente la salvezza al San Zaccaria e la rispettiva retrocessione della Riviera.
Nell'estate del 2016, si trasferisce all'Olimpia Forlì, dove conquista il 3º posto in Serie C e la finalissima di Coppa Italia regionale.

## Presenze e reti nei club
Aggiornato al 4 dicembre 2017.
| Stagione             | Squadra              | Campionato           | Campionato | Campionato | Coppe nazionali | Coppe nazionali | Coppe nazionali | Totale | Totale |
| Stagione             | Squadra              | Comp                 | Pres       | Reti       | Comp            | Pres            | Reti            | Pres   | Reti   |
| -------------------- | -------------------- | -------------------- | ---------- | ---------- | --------------- | --------------- | --------------- | ------ | ------ |
| 2012-13              | Imolese              | Serie A2             | 19         | 4          | CI              | 2               | 0               | 21     | 4      |
| 2013-14              | San Zaccaria         | Serie B              | 18         | 2          | CI              | 2               | 1               | 20     | 3      |
| 2014-2015            | San Zaccaria         | Serie A              | 23         | 1          | CI              | 2               | 1               | 25     | 2      |
| 2015-16              | San Zaccaria         | Serie A              | 19         | 4          | CI              | 4               | 2               | 23     | 6      |
| Totale San Zaccaria  | Totale San Zaccaria  | Totale San Zaccaria  | 60         | 7          |                 | 8               | 4               | 68     | 11     |
| 2016-17              | Olimpia Forlì        | Serie C              | 14         | 10         | CR              | 7               | 2               | 21     | 12     |
| 2017-18              | Olimpia Forlì        | Serie C              | 6          | 4          | CR              | 2               | 3               | 8      | 7      |
| Totale Olimpia Forlì | Totale Olimpia Forlì | Totale Olimpia Forlì | 20         | 14         |                 | 9               | 5               | 29     | 19     |
| Totale               | Totale               | Totale               | 99         | 25         |                 | 19              | 9               | 118    | 34     |

## Palmarès
- Campionato italiano di Serie B: 1

San Zaccaria: 2013-2014